# Еврокъп
Еврокъп и понастоящем наречен  7DAYS Еврокъп е вторият по сила баскетболен турнир в Европа, което се организира от Евролига Баскетбол от 2002 г.
Основано през 2002 г. под името ULEB Cup, състезанието е известно като Еврокъп от сезон 2008-2009 след промяна във формата. Купата ULEB и Еврокъп се считат за едно и също състезание, като промяната на името е просто ребрандиране.
Победителят и вторият в класирането се поканват при определени условия да се включат в следващия сезон на Евролигата.
Титлата е спечелена от 11 клуба, 3 от които са печелили титлата повече от веднъж. Най-успешният клуб в състезанието е Валенсия Баскет, с четири титли, които са и настоящи шампиони, след като победиха Алба Берлин във финалите през 2019 г.

## Шампиони по клубове
| Клуб              | Шампион | Финалист | Години (Шампиони)      | Години (Финалисти) |
| ----------------- | ------- | -------- | ---------------------- | ------------------ |
| Валенсия          | 4       | 2        | 2003, 2010, 2014, 2019 | 2012, 2017         |
| Rytas             | 2       | 1        | 2005, 2009             | 2007               |
| Химки             | 2       | 1        | 2012, 2015             | 2009               |
| Реал Мадрид       | 1       | 1        | 2007                   | 2004               |
| UNICS             | 1       | 1        | 2011                   | 2014               |
| Локомотив Кубан   | 1       | 1        | 2013                   | 2018               |
| Hapoel Jerusalem  | 1       | 0        | 2004                   | –                  |
| Динамо Москва     | 1       | 0        | 2006                   | –                  |
| Joventut Badalona | 1       | 0        | 2008                   | –                  |
| Галатасарай       | 1       | 0        | 2016                   | –                  |
| Малага            | 1       | 0        | 2017                   | –                  |
| Дурушшафака       | 1       | 0        | 2018                   | –                  |
| Алба Берлин       | 0       | 2        | –                      | 2010, 2019         |
| Крка              | 0       | 1        | –                      | 2003               |
| Makedonikos       | 0       | 1        | –                      | 2005               |
| Арис              | 0       | 1        | –                      | 2006               |
| Жирона            | 0       | 1        | –                      | 2008               |
| Реал Бетис        | 0       | 1        | –                      | 2011               |
| Билбао Баскет     | 0       | 1        | –                      | 2013               |
| Гран Канариа      | 0       | 1        | –                      | 2015               |
| Страсбург         | 0       | 1        | –                      | 2016               |

## Шампиони по нация
| Ранг | Държава  | Шампион                                                         | Финалист                                                                                  |
| ---- | -------- | --------------------------------------------------------------- | ----------------------------------------------------------------------------------------- |
| 1    | Испания  | 7 Valencia (4), Real Madrid (1), Joventut (1), Málaga (1)       | 7 Valencia (2), Real Madrid (1), Girona (1), Real Betis (1), Bilbao (1), Gran Canaria (1) |
| 2    | Русия    | 5 Khimki (2), Dynamo Moscow (1), UNICS (1), Lokomotiv Kuban (1) | 3 Khimki (1), UNICS (1), Lokomotiv Kuban (1)                                              |
| 3    | Литва    | 2 Rytas (2)                                                     | 1 Rytas (1)                                                                               |
| 4    | Турция   | 2 Galatasaray (1), Darüşşafaka (1)                              |                                                                                           |
| 5    | Израел   | 1 Hapoel Jerusalem (1)                                          |                                                                                           |
| 6    | Гърция   |                                                                 | 2 Makedonikos (1), Aris (1)                                                               |
| 6    | Германия |                                                                 | 2 Alba Berlin (2)                                                                         |
| 8    | Словакия |                                                                 | 1 Krka (1)                                                                                |
| 8    | Франция  |                                                                 | 1 Strasbourg (1)                                                                          |

## Настоящ сезон (2020/2021)
Сезон 2020/2021 е деветият сезон на Еврокъп. В турнира участват 32 отбора. Те са разделени в 8 групи по 4.

### Регламент
Първата фаза на първенството е груповата. В нея всеки отбор играе с останалите в групата по схемата на размененото домакинство (общо 6 мача за отбор). След това класиралите се на първо и второ място се класират на 1/8 финали. 1/8 финалите също са по схемата на разменено домакинство. Победителите от 8-те 1/8 финала сформират финалната осмица – последната групова фаза. Тя единствено се провежда на неутрален терен.

### Участници

#### Група А
- Цибона Загреб
- Апоел Йерусалим
- БК Донецк
- БКМ Гравелин

#### Група B
- БК Химки
- БК ПАОК
- Шолет Баскет
- ВЕФ Рига

#### Група C
- БК Арис Солун
- Нюрнбург
- БК Рудупис
- ГазТера Флеймс

#### Група D
- Валенсия
- БК Теленет
- АСВЕЛ Баскет
- Лукойл Академик

#### Група E
- Гран Канария 2014
- Локомотив-Кубан
- Банвит БК
- Фрапорт Скайлайнърс

#### Група F
- Лиетувос Ритас
- Льо Ман
- БК Азовмаш Мариопул
- КРКА Ново Место

#### Група G
- Бенетон Баскет
- Спартак Санкт Петербург
- Цедевита Загреб
- Байерн Мюнхен

#### Група H
- Алба Берлин
- Дексия Монс Хенгаут
- Будучност Воли
- Туров Згорзелец

## История

### Шампиони
- 2003  Памеса Валенсия
- 2004  Апоел Йерусалим
- 2005  Лиетувос Ритас
- 2006  Динамо Москва
- 2007  Реал Мадрид
- 2008  ДКВ Ховентут
- 2009  Лиетувос Ритас
- 2010  Валенсия
- 2011  УНИКС Казан
- 2012  БК Химки